# Делавэр (река)
Де́лавэр (англ. Delaware River) — река на востоке США.

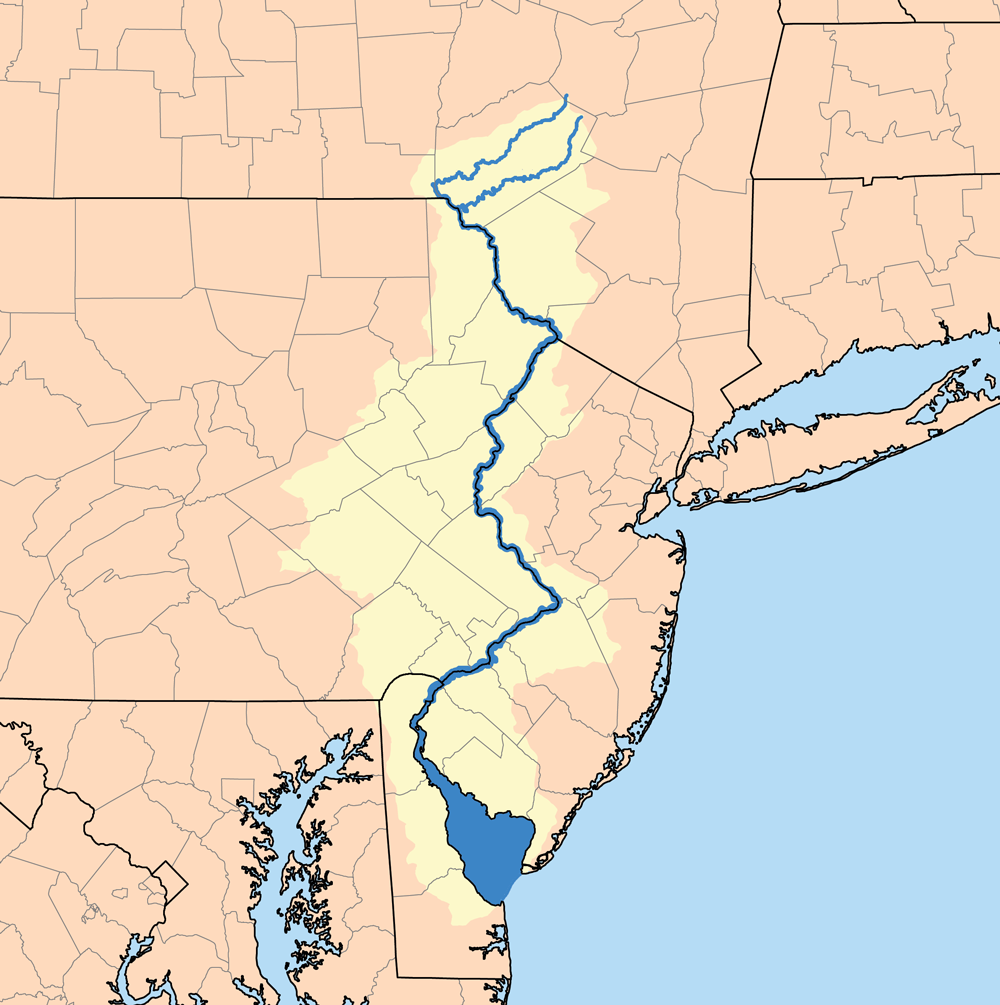
Бассейн Делавэра

Длина реки — 579 км, площадь водосборного бассейна — 36 568 км², образуется слиянием рек Уэст-Бранч-Делавэр и Ист-Бранч-Делавэр на границе штатов Нью-Йорк и Пенсильвания. Далее протекает по границе Пенсильвании с Нью-Джерси, далее — по границе Нью-Джерси и Делавэра, за исключением некоторых участков.
Основные притоки — Скулкилл (207 км) и Лехай (175 км). Впадает река в одноимённый залив Атлантического океана. Притоком реки Делавэр является также ручей Пеннипак-Крик, через который перекинут самый старый в Соединённых Штатах Америки сохранившийся мост — Мост Франкфорд-авеню в Филадельфии.
Названа в честь Томаса Уэста, 3-го барона де ла Варр.